# BP-Bulwer Island
BP-Bulwer Island war eine australische Raffinerie der BP in Brisbane. Sie wurde 2015 stillgelegt.

## Geschichte
Die Raffinerie wurde im Oktober 1965 von Amoco in Betrieb genommen. 1984 kaufte BP die Raffinerie von Amoco.
Durch große Raffinerieüberkapazitäten in Asien gerieten besonders die australischen Raffinerien unter Druck, so wurden nicht nur Bulwer Island, sondern auch die Clyde-Raffinerie von Shell stillgelegt.
Der Pier und Teile des Tanklagers wurden als Terminal weiterbetrieben.

## Technische Daten
Das Rohöl wurde per Tankschiff angeliefert. Kleinere Mengen kamen per Pipeline aus Ölfeldern in Queensland.

### Verarbeitungsanlagen
- Atmosphärische Destillation
- Vakuum-Destillation
- FCC-Einheit
- Hydrocracker
- Reformer
- Entschwefelungsanlagen[4]